# Cispio

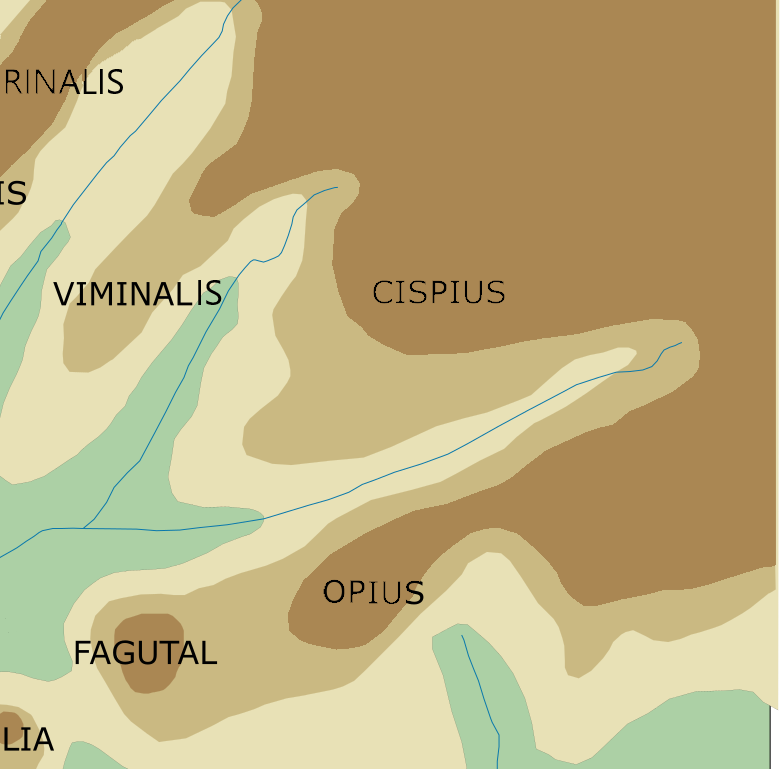
Le tre cime dell'Esquilino: Oppio, Cispio, Fagutale

Il Cispio è una delle tre alture che compongono il colle Esquilino; è collocato nella parte settentrionale del colle dove ora sorge la Basilica di Santa Maria Maggiore.
Le altre due alture sono il colle Oppio, nel settore meridionale, e il Fagutale o Fagutal (ovvero letteralmente “il colle ricoperto di faggi” in riferimento all’aspetto boscoso della collina nei primi secoli della fondazione di Roma) nel settore occidentale dove ora sorge la Basilica di San Pietro in Vincoli.
Il nome del Cispio deriva dal condottiero anagnino Levio Cispio comandante supremo dell’esercito ernico che difese Roma dall’attacco degli albani al tempo del re Tullo Ostilio nel 672 a.C. nella guerra combattuta da Roma contro Veio. I romani, in segno di riconoscenza, omaggiarono questo condottiero chiamando col suo nome il colle che aveva difeso.